# Seseli pauciradiatum
Seseli pauciradiatum är en flockblommig växtart som beskrevs av Boris Konstantinovich Schischkin. Seseli pauciradiatum ingår i släktet säfferötter, och familjen flockblommiga växter. Inga underarter finns listade i Catalogue of Life.